# François Fénelon
François de Salignac de la Mothe-Fénelon vagy egyszerűen csak François Fénelon (1651. augusztus 6. – 1715. január 7.) francia katolikus érsek, teológus, költő és író. Napjainkban úgy ismerjük, mint a kvietizmus legfőbb támogatóját.
Az elsők között foglalkozott a nőnevelés elméleti és gyakorlati kérdéseivel, pappá szentelése után a protestánsról katolikus hitre tért leányok intézetét vezette. 1689-ben XIV. Lajos francia király unokájának nevelője, 1693-tól a francia akadémia tagja, majd 1695-ben Cambrai érseke lett. Legismertebb műve az 1699-ben született Télemakhosz kalandjai, melyben Fénelon burkoltan támadta a francia hatalmi rendszert, valamint a királyság intézményeit.

## Magyarul
- Fenelóni Saligniák Ferencː Telemakus bújdosásának történetei; ford. Hallerkői Haller László; Akadémia Ny., Kassa, 1755
- Keresztény tudományi elmélkedések mellyekben a keresztény katholika római hitnek ágazati s igazsági elő-hozattatnak; ford. Kónyi János; Landerer Ny., Buda, 1773
- Feneloni Sálignák Ferentzː Telemakusnak az Ulisses fiának bújdosásai; ford. Zoltán József; Református Kollégium, Kolozsvár, 1783
- Telemak és Kalypsó, vagy is Futással győzettetik meg a' szerelem. Fenelon iratmánnyából költsönzött érzékeny énekes színjáték; ford. Tapolczai Gindl József Ágoston, zene Reiman Antal; Gottlieb Ny., Vác, 1793
- Telemakus' bujdosásai, ford. Zoltán József; Burián Pál, Buda, 1829
- Nagy emberek beszélgetései az Eliziom mezejin; ford. Czinke Ferenc; Universitás, Buda, 1816
- Nőnevelés; ford. Barkóczy László; Trattner Ny., Pest, 1842
- Egyházi beszédek Aranyszájú Sz. János, Fléchier és Fenelontól; ford. Pongrácz Félix; Érsek-Lyceumi Ny., Eger, 1880
- A leányok neveléséről; ford., bev. Sebes Gyula; Katholikus Középiskolai Tanáregyesület, Bp., 1936
- Telemaknak, az Ulisses fiának csudálatos történetei; ford. Domokos Lajos, szöveggond., bev. Köpeczi Béla; Magyar Helikon–Szépirodalmi, Bp., 1980
- Értekezés Isten létéről és tulajdonságairól; ford., jegyz., utószó Mezei Balázs; Szt. István Társulat, Bp., 2002 (Fides et ratio)
- A kereső szív; Fundatia Lampadarul de Aur, Oradea, 2008 (Arany mécstartó)

## Fordítás
- Ez a szócikk részben vagy egészben  a   François Fénelon című angol Wikipédia-szócikk fordításán alapul.  Az eredeti cikk szerkesztőit annak laptörténete sorolja fel. Ez a jelzés csupán a megfogalmazás eredetét és a szerzői jogokat jelzi, nem szolgál a cikkben szereplő információk forrásmegjelöléseként.